# Craterostomum
Craterostomum är ett släkte av rundmaskar. Craterostomum ingår i familjen Strongylidae.
Släktet innehåller bara arten Craterostomum acuticaudatum.